# Марко Чиматті
Марко Чиматті (італ. Marco Cimatti, 13 лютого 1913 — 21 травня 1982) — італійський велогонщик.
Олімпійський чемпіон 1932 року в командній гонці переслідування.